# Прецизна пољопривреда
Прецизна пољопривреда (ПП) или сателитска пољопривреда или специфично управљање усевима је концепт управљања у пољопривреди  на основу посматрања, мерења и реаговања на спољашње и унутрашње варијације усева. Циљ прецизне пољопривреде је да се утврди систем за подршку у одлучивању за цело имање где се оптимизује улагање са циљем да се постигне највећа добит с обзиром на доступне ресурсе.
Прецизна пољопривреда је омогућена појавом ГПС система. Могућност земљорадника и истраживача да пронађу свој тачан положај на теренуомогућава креирање мапе просторне варијабилности многих променљивих које се могу мерити (на пример принос, карактеристике терена/рељефа, садржај органских материја, ниво влаге, азота, пх, ЕК, Мг, К и др.).
Прецизна пољопривреда је унапређена технологијама попут монитора приноса који се постављају на тракторе који поседују ГПС, као и технологијама променљивих учесталости, које се користе приликом сађења, прскања, наводњавања. итд. Развијено је и мноштво сензора који се постављају на трактор и могу да мере ниво хлорофила, количину воде која је доступна биљкама, квалитет плода које се бере.